# Liza Harper
Liza Harper (Louviers, Haute-Normandie; 21 de marzo de 1976) es el nombre artístico de Meliza Therese Beranger, una actriz pornográfica de nacionalidad francesa. Comenzó su carrera en 1994, cuando contaba con 18 años, de la mano de la directora de películas pornográficas Laetitia. Poco después de realizar algunas películas en Francia (su primera fue Perversity in Paris), marchó a Estados Unidos en 1995, donde comenzó de nuevo su carrera de actriz porno. Destacó en el sexo anal, convirtiéndose en la reina del sexo anal en Estados Unidos. Ha participado en más de 345 películas según IAFD en el que ha destacado en diferentes estilos como el anal, facial, DP, porno interracial y gangbang.
Después de casarse el 4 de septiembre de 2002 con el productor de películas porno Rod Fontana, con el que tiene una hija, sus actuaciones en películas fueron esporádicas hasta que se retiró en 2008.

## Alias en sus películas
Es costumbre en las actrices porno utilizar sobrenombres o alias. Esta actriz ha utilizado muchos de ellos, dependiendo de la productora con la que haya trabajado.
- Lisa Harper
- Liza Haper
- Liza Rose Harper (en algunas películas estadounidenses)
- Lizza Berenguer
- Liza Rangers
- Melissa
- Meliza Baringer
- Melizza (en algunas películas de Private)

## Filmografía
- Femme 2
- Xtreme Janine
- Private Pure Anal